# Моторний артилерійський човен

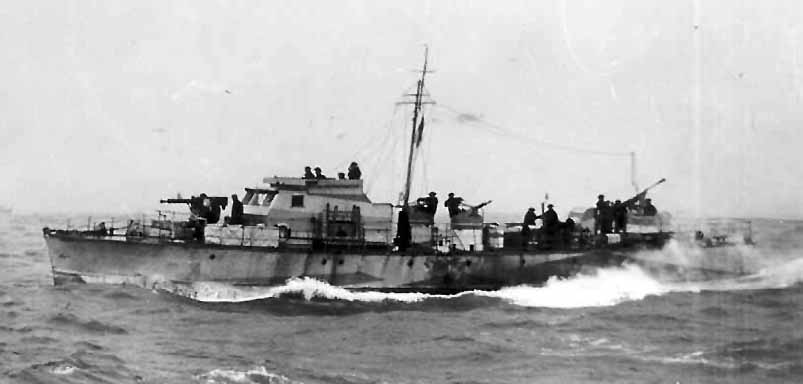
MGB 314 під час Другої світової війни

Моторний артилерійський човен — (англ. Motor Gun Boat (MGB)) термін, який використовували у Королівських ВМС Великої Британії для позначення малих військових суден часів Другої світової війни. Такі човни були схожі на моторні торпедні човни, але мали на озброєнні різні гармати замість торпед. Їхні малі розміри та висока швидкість робили їх важкими цілями для E-човнів або торпедоносців, але були вразливі для мін та поганої погоди. Через велику кількість гармат човни мали великі команди, щонайменше тридцять чоловік.

## Опис
MGB були дуже сильно озброєними суднами малого розміру. До 1945 MGB 658 мали на озброєнні дві гармати QF 6-pounders на місцях башт A та Y, спарені 20 мм гармати Oerlikon на місці башти X, по одній 20 мм гарматі Oerlikon ліворуч та праворуч від містка та два спарені кулемети .303 Vickers на крилах містка. Також вони мали обладнання для постановки димів, простий радар та глибинні бомби.

## Служба

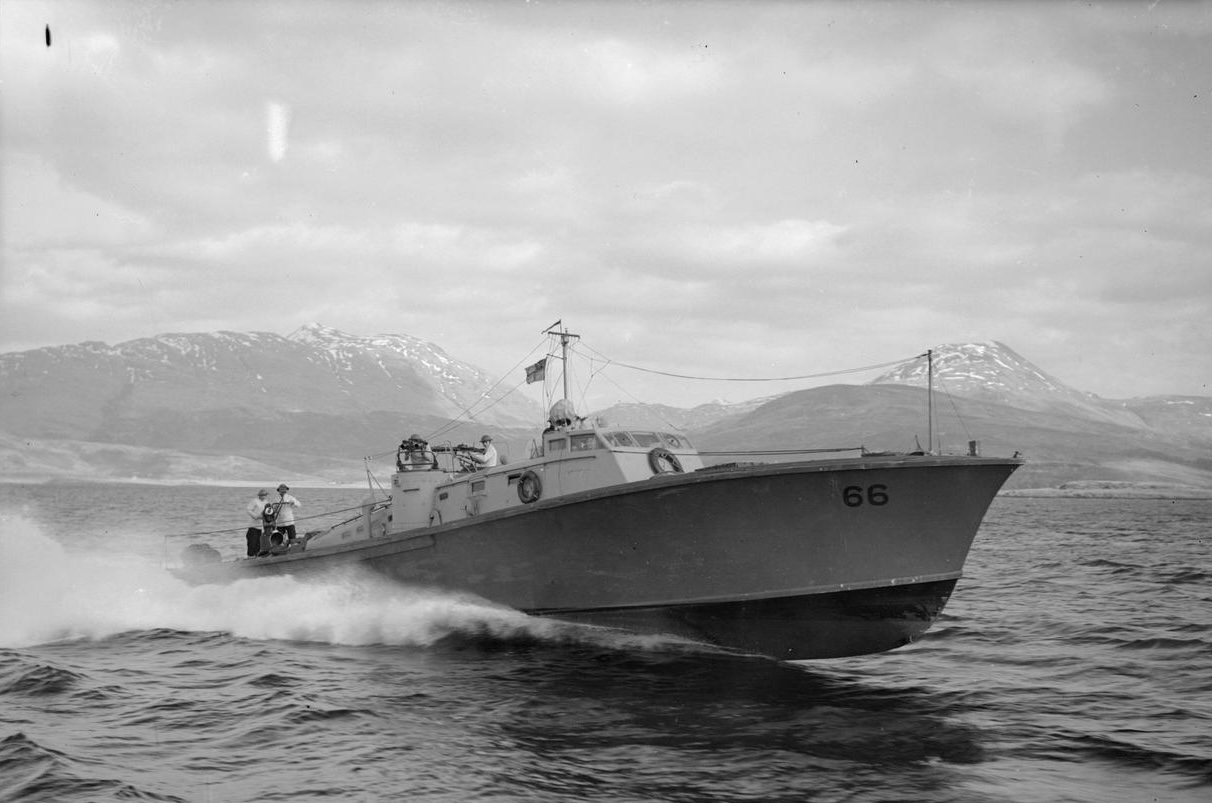
MGB 66 на швидкості з командою на бойових постах, поблизу узбережжя Шотландії

На початку війни човни використовували для захисту транспортів від ворожих торпедних човнів, таких як німецькі E-човни на південному та східному узбережжі Великої Британії. MGB також використовували для захисту транспортів після дня Д.
У Середземномор'ї їх використовували для боротьби з італійськими та німецькими транспортами. Вони були сформовані у флотилії які воювали разом з моторними торпедними човнами (або американськими PT човнами) і допомогли перервати поставки з Італії до Північної Африки у 1943. Після цієї кампанії, вони перемістилися північніше і допомагали у вторгненні на Сицилію, Сардинію, Корсику та Ельбу. З острівних баз вони мали здатність патрулювати західне узбережжя Італії атакуючи малі прибережні судна та E-човни до середини 1944. Після визволення Італії, такі флотилії, наприклад 56-а, були направлені до Адріатичного моря для допомоги партизанам Югославії на островах.
Вони не мали префіксаHMS, тому що це були лише човни, а замість цього у офіційних документах вони мали префікс «HMMGB». Екіпажи зазвичай називали їх за номерами.
У 1947 MGB 2009 отримав газову турбіну Metrovick. Він став першим у світі човном з газовою турбіною.

## Типи

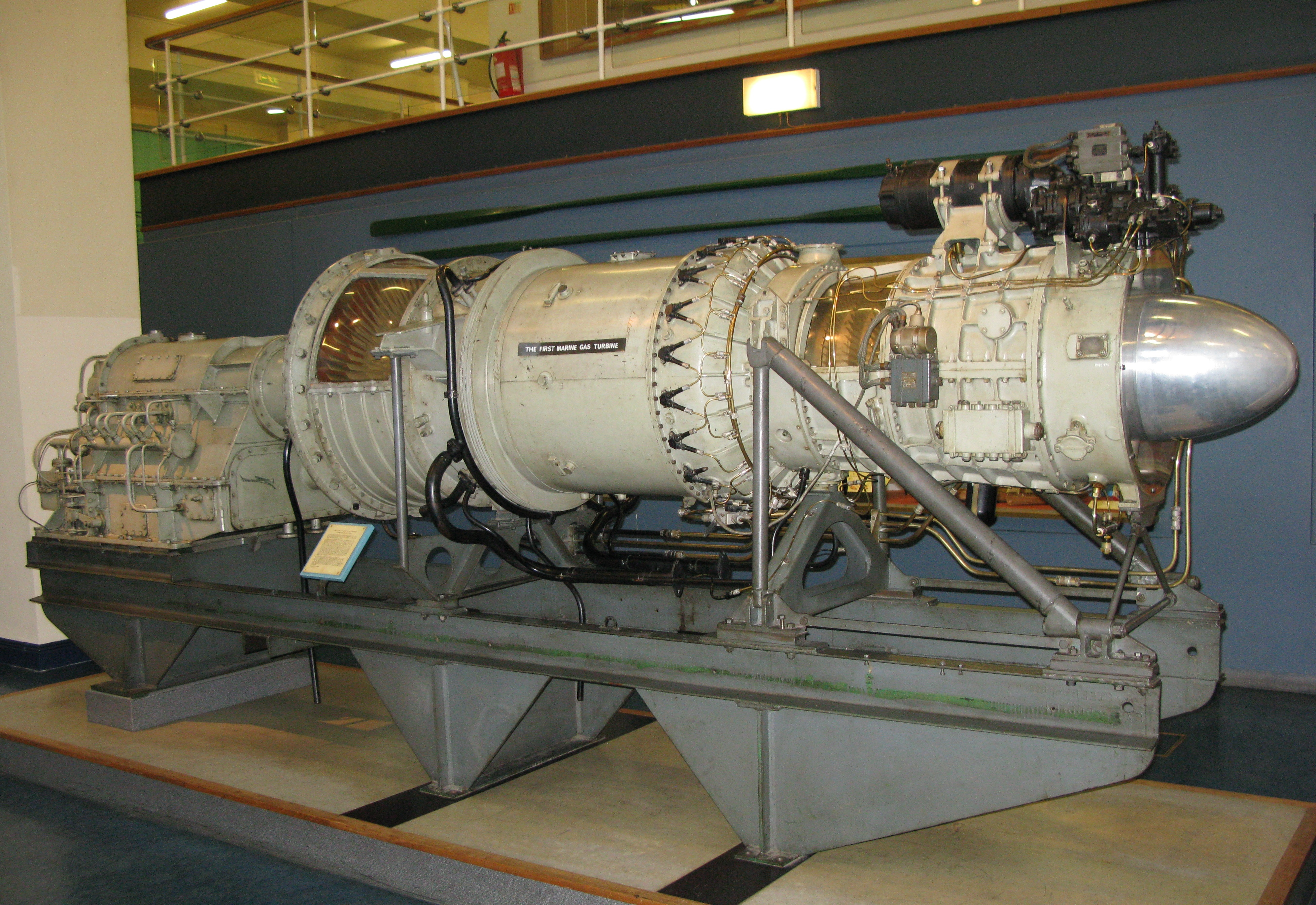
Газова турбіна з MGB 2009 (колишній MGB 509)

Катери Кемпер та Ніколсон: від MGB 502 до MGB 509
- Довжина: 117 фут 0 дюйм (35,66 м)
- Ширина: 20 фут 3 дюйм (6,17 м)
- Осадка: 4 фут 1 дюйм (1,24 м)
- Водотоннажність: 95 tons
- Двигун: 3 × дизельні двигуни Paxman VRB
- Потужність: 3000 к.с.
- Швидкість:
  - Максимальна: 28 вузлів (52 км/год)
  - Крейсерська: 25 вузлів (46 км/год)
- Екіпаж: 21
- Дальність: 2 000 морських миль (4 000 км) при швидкості 11 вузлів (20 км/год)

Примітки: MGB 509 мав три бензинові двигуни Packard з турбонаддувом загальною потужністю 4 050 гальм. к. с. (3 020 кВт) і максимальну швидкість 31 вузол (крейсерська — 27 вузлів). Пізніше у 1947 MGB 2009 отримав газову турбіну Metrovick.
Моторні артилерійські човни Fairmile C мали довжину 24 метри. Наступні човни Fairmile D могли бути як артилерійськими так і торпедними човнами.

## Вцілілі зразки
Єдиним відновленим та робочим зразком Берегових сил MGB Королівських ВМС який брав участь у Другій світовій війні є MGB-81. Човен побудувала компанія British Power Boat Co Ltd. Хіте. Спустили на воду в 1942. Човен брав участь у висадці в Нормандії. Зараз човен знаходиться у Портсмуті.

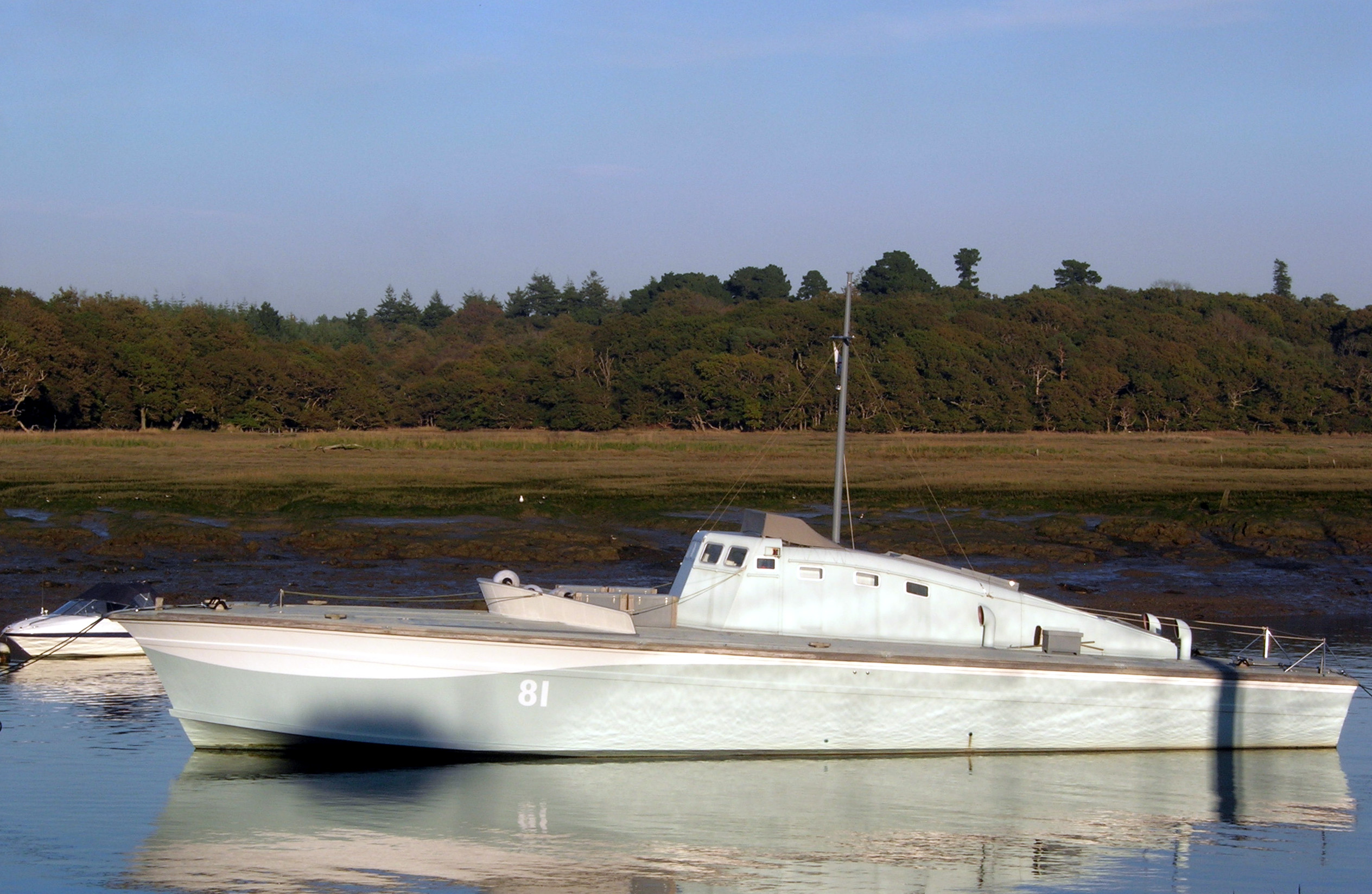
MGB-81 на річці Больє